# Tanaka Hisashige

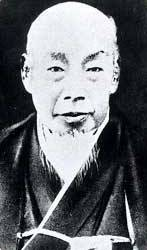
Tanaka Hisashige

Tanaka Hisashige (japanisch 田中 久重; geboren 16. Oktober 1799 in Kurume (Provinz Chikugo); gestorben 7. November 1881 in Tokio) war ein japanischer Erfinder und Unternehmer. Er wurde wegen seines handwerklichen Geschicks und Einfallsreichtums sowie seiner Fähigkeit, technisch raffinierte „Karakuri“-Puppen herzustellen, auch „Karakuri Giemon“ (からくり儀右衛門) genannt.

## Leben und Wirken

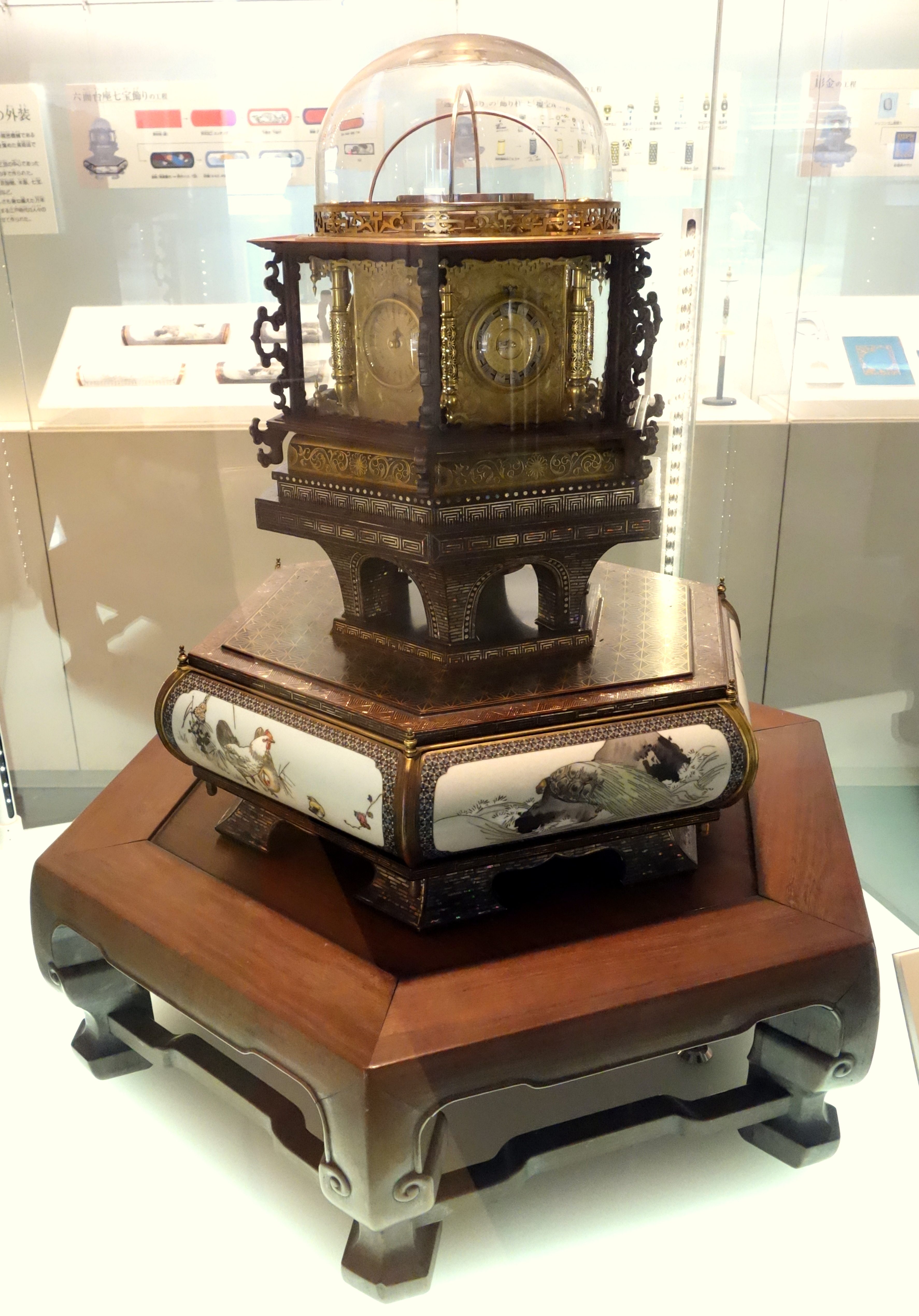
Immerwährende Uhr

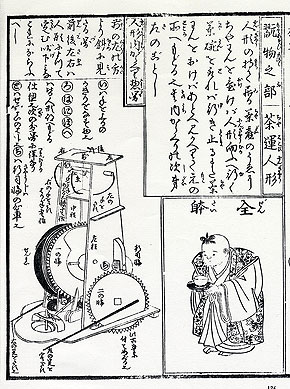
Karakuri Puppe

Tanaka Hisashige wurde als ältester Sohn eines Schildpatthandwerkers in Kurume geboren. 1813 unterstützte er Inoue Den (井上 伝; 1789–1869) bei dessen Erfindung des „Kurume Egasuri“. 1817, nach dem Tode seines Vaters, überließ er die Werkstatt seinem jüngeren Bruder, durchstreifte die der Provinzen Bizen, Higo, Osaka und Kyōto und ließ sich schließlich 1834 in Osaka nieder. Während er Taschenlampen und Scheinwerfer erfand, herstellte und verkaufte, verfeinerte er seine Fähigkeiten weiter.
1837 verlor Tanaka sein Eigentum bei den Bränden während des Ōshio-Heihachirō-Aufstandes und zog nach Fushimi, Kyōto. Zu der Zeit schloss er Freundschaft mit dem Spezialisten für Metallbearbeitung Toda Tadayuki (戸田 東三郎忠行), der sich mit der von dem früheren Leiter der Sternwarte Hazama Shigetomi (間 重富, 1756–1816) entwickelten feinmechanischen Uhr befasste. Durch seine Vermittlung stellte er weiter Instrumente her und verkaufte sie. Daneben befasste er sich mit astronomischen Kalenderstudien bei der Tsuchimikado-Familie (土御門家), den Spezialisten für die Herstellung von Lunisolarkalendern.
1849 wurde Tanaka vom Tempel Daikaku-ji der Ehrentitel „Ōmi Daijō Tadahiro“ (近江大掾忠広) verliehen. 1852 eröffnete er ein Geschäft namens „Karakuri-dō“ (機巧堂) im Stadtteil Karasuma in Kyōto. Während dieser Zeit produzierte er die „Shumisen-gi“, eine Uhrenmechanik, die sich heute im Seiko-Uhrenmuseum befindet. Er schloss Freundschaft mit dem Rangaku-Gelehrten Hirose Genkyō (広瀬 元恭; 1821–1870), lernte durch ihn europäisches Wissen und Techniken kennen. 1851 stellte er die „Immerwährende Uhr“ (万年時計) bzw. (自鳴鐘) vor. Dies ist ein Meisterwerk japanischer Uhren, das westliche und japanische Zeit, sieben Tage, vierundzwanzig Jahreszeitphasen, Mondphasen und die chinesischen Tierkreiszeichen anzeigt. Tanaka stellte weiter viele hochklassische Uhren her. 1853 wurde er in die Raffinerie des Saga-Klans eingeladen und produzierte das erste Modell einer Lokomotive in Japan. 1864 wurde er zum Kurume-Klan eingeladen. Er begleitete Imai Sakae (1822–1869) aus dem Klan bei einem Besuch in Shanghai, um Kriegsschiffe zu kaufen.
1875, nach der Meiji-Restauration, eröffnete Tanaka ein Geschäft auf der Ginza in Tōkio und eröffnete die „Tanaka-Fabrik“ (田中製造所, Tanaka seizōjo), Japans erste private Maschinenfabrik. Als von der Regierung benannte Fabrik für die Reparatur und Herstellung von Telegrafenausrüstung wurde daraus „Shibaura Seisakusho“ (芝浦製作所), die Vorläufereinrichtung des heutigen Unternehmens Toshiba. Er bildete in den frühen Tagen der japanischen Präzisionsmaschinen- und Fertigungstechnologie viele Ingenieure aus.
Tanaka adoptierte seinen Mitarbeiter Kaneko Daikichi (金子 大吉; 1864–1905), der ihm dann unter dem Namen „Hisashige II.“ folgte.